# Кіяшко Сергій Миколайович
Кіяшко Сергій Миколайович (нар. 7 серпня 1954; м. Барабінськ) — український політик. Кандидат філософських наук (1989 р.), доцент (1991 р.); колишній народний депутат України.

## Біографія
Народився 7 серпня 1954 року у місті Барабінськ (Новосибірська область, Росія).
З 1972 по 1974 роки служив в армії.
Закінчив Ростовський державний університет, філософський факультет (1974—1980 рр.).
З вересня 1981 по жовтень 1986 року був асистентом Донецького політехнічного інституту.
Закінчив аспірантуру в Московському державному університеті (1987—1989 рр.); кандидат дисципліни «Інтернаціональне і національне в соціальній політиці країн-членів Ради економічної взаємодопомоги».

## Родина
- Батько — Микола Іванович (1929—1998 рр.);
- Мати — Надія Федорівна (1928 р.), пенсіонерка;
- Дружина — Лариса Олександрівна (1957 р.), кандидат психологічних наук та викладач вищого навчального закладу;
- Дочки — Оксана (1978 р.) і Аліна (1985 р.).

## Кар'єра
- З вересня 1971 р. — робітник зв'язку, Ясинуватська дистанція сигналізації й зв'язку Донецької залізниці.
- Жовтень 1989 - квітень 1994 рр. — старший викладач, доцент кафедри політології, Донецького політехнічного інституту.
- З травня 1993 р. — головний редактор газети «Социалистический Донбасс».
- Березень 2004 р. — кандидат в народні депутати України, виборчий округ № 61, Донецької області, висунутий Партією "Всеукраїнське об'єднання лівих «Справедливість». За 0.54 %, 4 з 24 претендентів. На момент виборів: голова виконкому Ради слов'янських народів Білорусі, Росії, України, член Партії "Всеукраїнське об'єднання лівих «Справедливість».
- Квітень 2002 р. — кандидат в народні депутати України, виборчий округ № 36, Дніпропетровської області, висунутий Партією "Всеукраїнське об'єднання лівих «Справедливість». За 13.12 %, 2 з 12 претендентів. На момент виборів: народний депутат України, член Партії "Всеукраїнське об'єднання лівих «Справедливість».

## Політична діяльність
Народний депутат України 2 скликання з квітня 1994 (2-й тур) до квітня 1998, Ворошиловський виборчий округ № 108, Донецька області, висунутий СПУ. Заступник голови Комітету з питань прав людини, національних меншин і національних відносин.
Член фракції СПУ і СелПУ, секретар партгрупи в Верховній Раді України (з 1995 р.). На час виборів: доцент кафедри політології Донецького державного технічного університету та член СПУ.
Очолював ТСК з питань вивчення наслідків дії декретів Кабінету Міністрів України щодо встановлення спеціального режиму експорту деяких видів товарів (1996 р.).
Член СПУ (листопад 1991 - лютий 2000 рр.).
- З жовтня 1991 р. по червень 1994 р. — голова Донецької області органу СПУ.
- З жовтня 1991 р. по 1995 р. — член президії Політради СПУ.
- З червня 1994 р. по 1995 р. — голова Політради СПУ.
- З листопада 1994 р. по 1997 р. — секретар Політвиконкому СПУ. та секретар Політради СПУ (з 1997 р. по 02.2000 р.).

Секретар Євразійського соціалістичного конгресу (з червня 1995 р.).
Голова виконкому Ради слов'янських народів Білорусі, Росії, України;
З квітня 2000 р. заступник голови Ради партії "Всеукраїнське об'єднання лівих «Справедливість».
Народний депутат України 3 скликання березень 1998 - квітень 2002 рр. від СПУ-СелПУ, № 14 в списку. На час виборів: народний депутат України, член СПУ. Член фракції Соціалістичної партії і СелПУ («Лівий центр»), фракції СПУ (травень 1998 - лютий 2000 рр.); позафракційник (лютий — березень 2000 р.), член групи «Солідарність» (з березня 2000 р.).
Член Комітету з питань прав людини, національних меншин і міжнаціональних відносин (з липня 1998 р.). Постійний спостерігач парламенту зібрання Союзу Білорусі і Російської Федерації (з листопада 1997 р.); координатор міжфракційних об'єднань в Верховній Раді України «За співдружність суверенних слов'янських держав» (з вересня 1997 р.).

## Нагороди
Почесна нагорода Спілки «Чорнобиль» — «За гуманізм» (1996 р.).